# Le Convoyeur
Ne doit pas être confondu avec Le Transporteur.
Pour plus de détails, voir Fiche technique et Distribution.
Le Convoyeur est un film français de Nicolas Boukhrief, sorti en 2004.

## Synopsis
Vigilante est une petite société de transport de fonds en pleine crise. Elle a été victime de trois violents braquages dans l'année qui n'ont laissé aucun survivant. De plus, le passage imminent sous le contrôle d'une société américaine va entraîner des suppressions d'emplois.
C'est dans ce contexte difficile qu'un homme, Alexandre Demarre, se présente un matin au centre-fort de Vigilante pour entamer sa première journée de travail.
Chômeur, policier, braqueur, « taupe » du repreneur américain chargé de sélectionner les employés à licencier. Qui est cet individu qui loge à l'hôtel et semble ne pas avoir d'attache, et que cherche-t-il ?

## Fiche technique
- Titre : Le Convoyeur
- Réalisation : Nicolas Boukhrief
- Scénario : Nicolas Boukhrief et Éric Besnard
- Producteur : Richard Grandpierre
- Directeur de Production : Yorick Kalbache
- Directeur de la photographie : Dominique Colin
- Compositeur : Nicolas Baby
- Montage : Jacqueline Mariani
- Chef décorateur : Laurent Allaire
- 1er assistant réalisateur : James Canal
- Ingénieur du son : Cyril Moisson
- Régisseur général : Martin Jaubert
- Directrice du casting : Antoinette Boulat
- Scripte : Bénédicte Teiger
- Montage son : Aymeric Dévoldère et Lucien Balibar (L'Oreille Décollée)
- Directeur de production : Yorick Kalbache
- Durée : 88 minutes
- Société de production : Eskwad
- Société de distribution : Mars Distribution
- Pays d'origine :  France
- Budget : 3,7 millions d'euros[1]
- Genre : drame, policier
- Date de sortie : 14 avril 2004
- Film tous publics avec avertissement lors de sa sortie en salles en France[2]

## Distribution
- Albert Dupontel : Alexandre Demarre
- Jean Dujardin : Jacques
- François Berléand : Bernard
- Claude Perron : Nicole
- Julien Boisselier : la Belette
- Gilles Gaston-Dreyfus : Butagaz
- Philippe Laudenbach : la Momie
- Olivier Loustau : Dolph
- Sami Zitouni : Karim
- Jean-Christophe Pagnac : Hollow Man
- Jean-Paul Zehnacker : Patton, le chef du personnel
- Mathieu Thomassin : Erik
- Nicolas Marié : le boss
- Michel Trillot : l'armurier
- Aure Atika : Isabelle
- Foued Nassah : l'homme à la cagoule
- Jean-Pierre Bagot : Fred
- Michel Vivier : Yann
- Michel Julienne : Michel
- Olivier Claverie : l'employé irascible
- Ouassini Embarek : le braqueur d'Alex
- Stéphanie Braunschweig : Sophie Demarre
- Alban Lenoir : un tireur du commando
- Christophe Lemaire : l'homme qui danse avec un sapin (non crédité)
- François Cognard : l'homme qui fouette Christophe Lemaire (non crédité)
- Severine Ninou : la belle femme qui passe devant le bar (non créditée)

## Accueil
Le film a réalisé 465 616 entrées en France.
Il a reçu un accueil critique favorable. Le Parisien évoque « une mise en scène costaude, un suspense bien entretenu, un univers efficacement enveloppé dans sa bulle d'atmosphère », Les Inrockuptibles « un polar social peu conforme à la réalité mais efficace », L'Express « un portrait de groupe tel qu'on n'en voit plus assez », Première un film qui « surprend par sa capacité à synthétiser des genres épars pour devenir un objet unique et bigrement salutaire au sein du cinéma national », et Le Nouvel Observateur « un thriller malin et sombre » et « un casting en pleine forme ». Le Monde et Libération sont plus mesurés, regrettant une fin qui « semble plaider pour une justice expéditive » pour le premier et « artificielle et hystérique » pour le second. L'Humanité délivre la seule critique vraiment négative, parlant d'« esbrouffe » et de « caricatures à l'Audiard ».

## Remakes
Fin 2019, le réalisateur britannique Guy Ritchie commence le tournage d'un remake du film, intitulé Un homme en colère ou La Furie d'un homme au Québec (Wrath of Man). Jason Statham y tient le rôle principal. Le film sort le 16 juin 2021.
En 2025, Sandra Bullock est la vedette d'un nouveau remake signé Josef Wladyka sur un scénario de Ethan Erwin, John Hodge et Albert Hughes.